# دندان‌هشتی‌ها
دندان‌هشتی‌ها (نام علمی: Octodontidae) نام یک تیره از راسته جوندگان است.